# Claire Colinet
Claire Robertine Jeanne Colinet (Sint-Gillis, 11 april 1885 – Asnières-sur-Seine, 13 mei 1972) was een Belgisch beeldhouwer. Ze verhuisde naar Frankrijk en verkreeg in 1929 de Franse nationaliteit. Colinet signeerde haar werk als C.J.R. Colinet of Cl.J.R. Colinet.

## Leven en werk
Claire Colinet was een dochter van beeldhouwer Jean Vincent Colinet en Marie Anne Baur.. Haar vader overleed begin 1890, ze leerde beeldhouwen bij Jef Lambeaux, Berthe Girardet en Suzanne Bizard. Colinet schreef ook gedichten, ze publiceerde twee over de sjahs van Perzië in Le Moniteur de consulats.
Colinet maakte als beeldhouwer bronzen en chryselefantiene beelden in art-decostijl, exotische danseressen, odalisken, jongleurs en artiesten. Haar kleinplastiek werd uitgevoerd door Edmond Etling, Arthur Goldscheider, Les Nevuex de J. Lehmann en Gustave Leblanc-Barbedienne. Ze toonde haar werk onder meer op de Salon de Printemps (1912) en de Salon des Artistes Francais (1913) in Parijs. In 1929 werd ze lid van de Société des Artistes Indépendants, later van de Union des femmes peintres et sculpteurs. Colinet werd benoemd tot Officier d'académie (1912) en Officier de l'Instruction publique (1924).
Claire Colinet trouwde in 1910 met Georges Godchaux (1872-1944), een Luxemburgs honorair consul in Brussel. Vanaf 1913 woonde ze in Asnières, een voorstad van Parijs. Na haar scheiding hertrouwde ze met de Franse ingenieur André Marcel Nigron (1897-1964). Door dit huwelijk verkreeg ze de Franse nationaliteit. Hun dochter Michèle Nigron (1923-2019) werd eveneens beeldhouwer.
Claire Colinet overleed op 87-jarige leeftijd.

## Enkele werken
- 1890: Le peinseur, collectie Braziliaanse Senaat.
- 1905: Danses rythmiques, monumentaal beeld op Square du Maréchal in Asnières-sur-Seine. Het werk werd tijdens de Duitse bezetting vernield.
- 1915: La Danseuse de Thèbes, collectie Musée Bonnat-Helleu in Bayonne.[12]
- 1935: Allégorie des Arts rechtsboven het fronton van het 'centre administratif et social' in Asnières-sur-Seine. Aan de linker zijde de Allégorie des la Justice van René Collamarini.[13][14]
- 1935: Marianne, buste de la République de face en Buste de la République de profil, in het 'centre administratif et social' in Asnières-sur-Seine.[14]

- Gemeinsame Normdatei: 1219589209
- RKD-Nederlands Instituut voor Kunstgeschiedenis: 338757
- Union List of Artist Names: 500103959
- Virtual International Authority File: 96454515